# Good Housekeeping
Good Housekeeping is een Amerikaans tijdschrift, gericht op de getrouwde vrouw tussen de 25 en 45 jaar.
Het omvat tevens de Good Housekeeping Institute, dat adviseert over zaken als huishouding, recepten, gezondheid, mode, cadeaus, en interieur.

## Geschiedenis
In 1885 wordt Good Housekeeping opgericht en verschijnt het eerste nummer. In 1911 heeft het een oplage van 300.000 en wordt het overgenomen door de Hearst Corporation.
Het eerste Britse nummer verschijnt in 1922 en heeft als onderwerpen o.a. "The Law as a profession for Women" en "Some Questions on Divorce".
Het Good Housekeeping Institute werd in 1924 opgericht als opvolger van het 'Experiment Station' uit 1900. Doel was om de lezers van het gelijknamige tijdschrift deskundig advies te kunnen geven over huishouding, recepten, gezondheid, mode, cadeaus, interieur en dergelijke.
Good Housekeeping is een van de weinige tijdschriften die tijdens de Tweede Wereldoorlog bleef uitkomen.

## Accreditatie
Good Housekeeping doet ook marktonderzoek, en geeft aan producten een keurmerk, de  "Good Housekeeping Accreditatie". Zo kreeg de Engelse Falcon fornuizenfabrikant deze onderscheiding in 2006.

## Publicaties
Good Housekeeping heeft ruim 200 boeken uitgegeven. De meest verkochte boeken zijn:
- Vegetarian Meals Good Housekeeping Favorite Recipes met bijna 700.000 exemplaren.
- The New Good Housekeeping Family Health and Medical Guide met bijna 540.000 exemplaren.

Verder werden meer dan 300.000 exemplaren verkocht van onder andere:
- Good Housekeeping Cookery Book
- Good Housekeeping New Aga Cookbook
- Good Housekeeping the Complete Household Organizer
- Good Housekeeping's Book of Meals Tested, Tasted, and Approved
- Good Housekeeping baking : more than 600 recipes for homemade treats
- Good Housekeeping Step by Step Vegetarian Cookbook
- Good Housekeeping New Step-by-step Cook Book
- The Good Housekeeping Hostess: An Old-Fashioned Guide to Gracious Living
- The Good Housekeeping Best One-Dish Meals
- The Good Housekeeping illustrated Book of Needlecrafts
- The Good Housekeeping Illustrated Book of Pregnancy & Baby Care
- The Best Of The 1940s